# The Shell Game (film)
The Shell Game er en amerikansk stumfilm fra 1918 af George D. Baker.

## Medvirkende
- Emmy Wehlen - Alice Sheldon/Zelda Gray
- Henry Kolker - Lawrence Gray
- Joseph Kilgour - Silk Wilkins
- Fanny Cogan - Wentworth
- Ricca Allen - Landlady